# Kayupulau
Le kayupulau est une langue d'Indonésie parlée dans la province de Papua, dans la baie Yos Sudarso, près de la ville de Jayapura.
Il fait partie du sous-groupe des langues sarmi. Le nombre de ses locuteurs est de 50 (Wurm 2000), ce qui en fait une langue quasi-éteinte.